# Monica Giuntini
Monica Giuntini (Volterra, 29 novembre 1963) è una politica italiana.

## Biografia
Fa parte del consiglio comunale di Castagneto Carducci (1985-1990), per diventare vicesindaco (1990-1993) ed infine sindaco dello stesso comune (1993-2004) dove risiede.
Fa parte della direzione regionale toscana e provinciale pisana dei DS (2000-2007) e del coordinamento regionale delle donne democratiche (2000-2007); viene eletta nella Costituente del Partito Democratico regionale (14 ottobre 2007).
Candidata alle elezioni del 2004 con la lista Uniti nell'Ulivo, non viene eletta; poi dal 1º ottobre 2008 diventa eurodeputata del gruppo socialista al Parlamento europeo in sostituzione di Lilli Gruber dimessasi. Nel giugno 2009 si ricandida al Parlamento europeo, nella lista del Partito Democratico nella circoscrizione del Centro-Italia, ma non viene eletta.